# Calais
Calais (/kaˈlɛ/; in piccardo: Calés o Calé, in olandese: Kales, in fiammingo: Cales) è una città del nord della Francia, nella regione dell'Alta Francia.
La popolazione dell'area metropolitana, secondo il censimento del 2015, è di 130 730 abitanti. Calais si affaccia sullo stretto di Dover, nel punto più stretto della Manica ed è la città francese più vicina all'Inghilterra. Calais è un importante porto per i traghetti tra la Francia e l'Inghilterra, e dal 1994, il tunnel sotto la Manica ha legato la vicina Coquelles a Folkestone per via ferroviaria.
La parte vecchia della città, Calais-Nord, si trova su un'isola artificiale circondata da canali e porti. La parte moderna della città, St-Pierre, si trova sud-est. Nel centro della città vecchia si trova la Tour du Guet, o torre di guardia, una struttura costruita nel XIII secolo, che è stata usata come faro fino al 1848, quando fu sostituito da un faro più moderno. A sud-est della città vecchia, vi è la chiesa di Notre-Dame, costruita durante l'occupazione inglese di Calais: unica chiesa inglese in stile Tudor di tutta la Francia. In questa chiesa il futuro presidente francese Charles de Gaulle sposò sua moglie Yvonne Vendroux originaria della città nel 1921.
Oggi, visitata da più di 10 milioni di turisti all'anno, Calais è nota, in primis, per essere un porto di pesca e un centro per la commercializzazione del pesce.

## Geografia fisica
Calais si trova sulla costa dell'Oceano Atlantico, sul canale della Manica, di fronte alla costa inglese a Dover e Folkestone, presso il Pas de Calais, che segna il confine tra il Canale della Manica e del Mare del Nord e si trova dalla parte opposta del tunnel sotto la Manica, a 34 chilometri da Dover.
Calais è parte della Côte d'Opale, una sezione di roccia rivestito di costa francese del Nord che mette in parallelo le bianche scogliere della costa inglese ed è parte della stessa formazione geologica. Molti artisti sono stati ispirati dai suoi paesaggi, tra i quali il compositore Henri Dutilleux, gli scrittori Victor Hugo e Charles Dickens, i pittori Carolus-Duran, Maurice Boitel e Eugène Boudin.
Il clima è temperato oceanico a Calais, gli intervalli di temperatura sono moderati e gli inverni sono miti, con tempo instabile. Piove in media circa 700 a 800 mm all'anno.

### Clima
| Calais              | Mesi | Mesi | Mesi | Mesi | Mesi | Mesi | Mesi | Mesi | Mesi | Mesi | Mesi | Mesi | Stagioni | Stagioni | Stagioni | Stagioni | Anno |
| Calais              | Gen  | Feb  | Mar  | Apr  | Mag  | Giu  | Lug  | Ago  | Set  | Ott  | Nov  | Dic  | Inv      | Pri      | Est      | Aut      | Anno |
| ------------------- | ---- | ---- | ---- | ---- | ---- | ---- | ---- | ---- | ---- | ---- | ---- | ---- | -------- | -------- | -------- | -------- | ---- |
| T. max. media (°C)  | 6,5  | 6,7  | 9,7  | 12,4 | 15,7 | 18,5 | 20,5 | 20,8 | 19,1 | 14,9 | 10,4 | 7,4  | 6,9      | 12,6     | 19,9     | 14,8     | 13,6 |
| T. min. media (°C)  | 1,9  | 1,9  | 3,3  | 5,8  | 8,7  | 11,4 | 13,7 | 14,0 | 12,3 | 9,2  | 5,4  | 2,9  | 2,2      | 5,9      | 13,0     | 9,0      | 7,5  |
| Precipitazioni (mm) | 54   | 40   | 42   | 38   | 43   | 44   | 48   | 49   | 59   | 66   | 78   | 55   | 149      | 123      | 141      | 203      | 616  |

## Storia

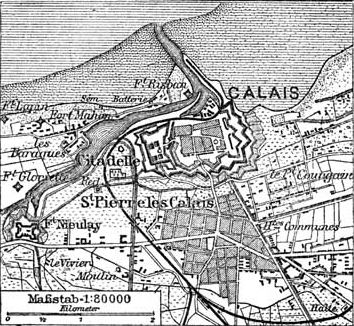
La città in una mappa del 1888.

Calais venne probabilmente fondata dai Romani che chiamarono il luogo Caletum. A Calais, Gaio Giulio Cesare radunò da 800 a 1000 navi, cinque legioni e circa 2.000 cavalli, data la sua posizione strategica, per attaccare la Britannia.
Durante il Medioevo la zona venne abitata da gente di etnia olandese che trasformò Calais da un piccolo villaggio di pescatori in un porto attrezzato. Nel 1189, Riccardo Cuor di Leone attraversa Calais nel suo viaggio verso la Terza Crociata. Controllata da secoli dai Conti di Fiandra e poi da quelli di Boulogne, la città entrò nelle mire inglesi per la sua importanza strategica nelle comunicazioni con la costa di Dover. Dopo undici mesi d'assedio, nel 1347 Calais venne espugnata da Edoardo III d'Inghilterra che, furioso per la fiera resistenza oppostagli dagli abitanti, ordinò che fossero tutti trucidati. In seguito ritornò sui suoi passi e stabilì che venissero consegnati a lui, nudi e legati, solo sei cittadini da giustiziare. Grazie all'intervento della regina Filippa di Hainaut, i condannati vennero risparmiati. Il re però impartì che tutti gli abitanti di lingua francese della città venissero allontanati per essere prontamente sostituiti da cittadini inglesi. Con la firma nel 1360 del trattato di Brétigny, l'Inghilterra entrò ufficialmente in possesso di Calais che fiorì data la sua importanza di centro di smercio di lana, stagno, piombo e tessuti.

Nel 1558 un esercito francese, capitanato da Francesco I di Guisa, attaccò la guarnigione inglese di stanza nella città e la riconquistò. La zona attorno alla città, che per due secoli era stato sotto il dominio inglese, il cosiddetto Pale of Calais, venne ribattezzato Pays Reconquis (Terra Riconquistata). Dopo l'arrivo delle truppe del Guisa, gli olandesi che abitavano nella città vennero a forza francesizzati. Presa dagli spagnoli nel 1596 tornò sotto il controllo di Parigi due anni più tardi. Durante le Guerre napoleoniche Calais ospitò le truppe francesi che l'Imperatore aveva predisposto per l'invasione della Gran Bretagna, che non venne mai realizzata. Dopo il congresso di Vienna divenne il punto di reimbarco delle armate inglesi presenti sul continente europeo.

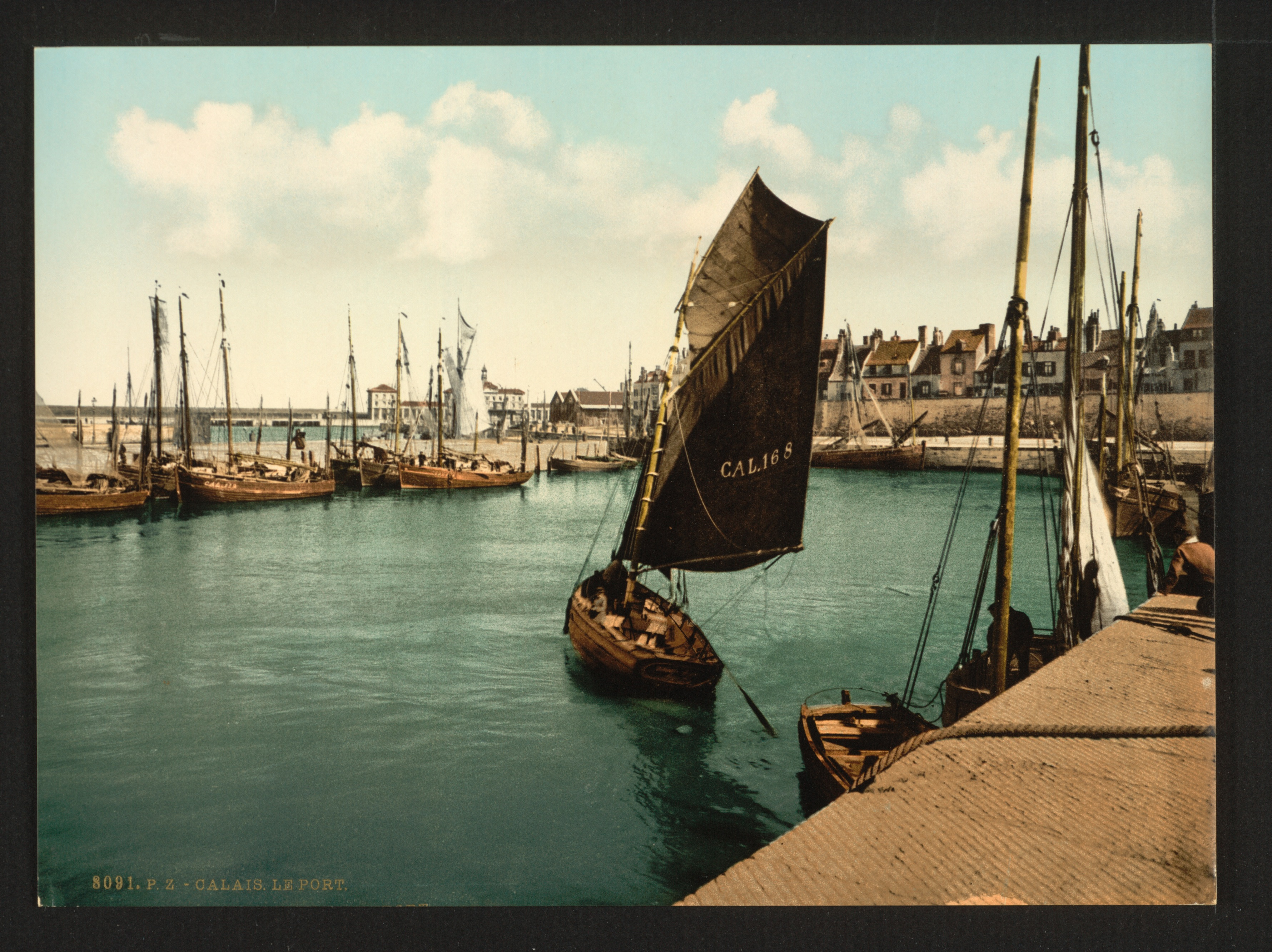
Il Porto di Calais tra il 1890 e il 1900

Agli inizi della Seconda guerra mondiale, la città era difesa solo da 3.800 uomini che vennero quasi tutti catturati o uccisi dai tedeschi nel 1940, quando la città venne travolta dall'invasione nazista della Francia. Durante il conflitto venne bombardato il 73% dei suoi edifici. Da qui era previsto che il super-cannone V3 sparasse per colpire Londra. Venne liberata nel 1944 dai Canadesi.
Dal 1999, un numero sempre maggiore di migranti e rifugiati hanno iniziato ad arrivare in prossimità di Calais, dove vivono nella cosiddetta "giungla di Calais", il soprannome dato a una serie di campi di fortuna. Le persone che tentano di entrare nel Regno Unito anche arrampicandosi su autocarri, nascondendosi nei traghetti o nelle auto, che viaggiano attraverso il porto di Calais o Calais Terminal Eurotunnel. Questi sono soprattutto di rifugiati, richiedenti asilo provenienti dal Darfur, dall'Afghanistan, dalla Siria, dall'Iraq, dall'Eritrea e da altri paesi in stato di guerra.
Tutto ciò ha portato una crescente tensione tra il Regno Unito e la Francia nell'estate del 2015. Il Regno Unito ha accusato la Francia per non aver fatto abbastanza per fermare i migranti di entrare nel tunnel o fare tentativi per scalare le recinzioni costruite lungo il confine. Il primo ministro britannico David Cameron ha rilasciato una dichiarazione dicendo che i clandestini sarebbero stati espulsi dal Regno Unito, anche se avessero raggiunto l'isola.

## Monumenti e luoghi d'interesse

### Place d'Armes
Place d'Armes è una delle piazze principali della città di Calais e confina con la torre di guardia. Durante l'occupazione inglese (1347-1558), era conosciuta come piazza del mercato (Place du Marché).

### Hôtel de Ville
È un municipio costruito tra il 1911 e il 1925 per commemorare l'unificazione delle città di Calais e Saint Pierre nel 1885. Un precedente municipio era stato eretto nel 1818.
Rappresenta uno degli edifici più eleganti della città, la sua altezza è di 74 metri e dal 2005 è protetto dall'UNESCO. Le parti dell'edificio sono state elencate come una serie di monumenti storici dal decreto governativo del 26 giugno 2003, compresi i tetti, il campanile, sala principale, la scala, corridoio che serve al primo piano, le camere al primo piano (la camera di nozze, la sala del Consiglio e la stanza dell'armadio).

### Église Notre-Dame
Église Notre-Dame è una cattedrale che è stata costruita nel XIII secolo, ma la torre venne aggiunta alla fine tra la fine del XIV secolo e l'inizio del XV secolo.
Questa cattedrale è di stile fiammingo, gotico e anglo-normanno. Nel 1691 fu aggiunta una cisterna alla chiesa. La chiesa è dedicata alla Vergine ed è costruita a forma di croce. L'altare è stato costruito in marmo di Carrara e conteneva diciotto figure.
La chiesa è stata definita come monumento storico con il decreto del 10 settembre 1989.
In questa cattedrale, il generale de Gaulle sposò Yvonne Vendroux il 6 aprile 1921. Durante la seconda guerra mondiale, l'edificio subì gravi danni, ma alla fine della stessa fu parzialmente ricostruito, anche se gran parte del vecchio altare e gli arredi non sono stati più restaurati.

## Società

### Evoluzione demografica
Abitanti censiti

## Cultura

### Media
Il quotidiano cittadino è Nord Littoral, fondato nel 1944.

### Citazioni in letteratura
Alla città di Calais viene dedicato un intero capitolo del celebre romanzo Vita e opinioni di Tristram Shandy, gentiluomo, dello scrittore irlandese Laurence Sterne, in cui viene offerto un quadro storico della città, contemporaneo all'epoca del romanzo stesso (metà 1700), con descrizioni di conventi, piazze, fortificazioni, strade e posizione geografica. Scrive Sterne, a questo proposito: "Si deve riconoscere che Calais non è mai stata tanto importante per se stessa quanto per la sua posizione e per il facile accesso alla Francia che offrì ai nostri antenati in ogni occasione (...) L'assedio di Calais fu il più memorabile, dal momento che riuscì a resistere ad Edoardo III per un anno intero" (Milano, Oscar Mondadori, 1992, Vol. VII, cap.V, pp.462-464).

## Geografia antropica
Il comune di Calais è diviso in 13 quartieri:
- Beau Marais
- Cailloux
- Calais-Nord
- Courgain Maritime
- Fontinettes
- Fort-Nieulay
- Gambetta
- Nouvelle-France
- Mi-voix
- Petit Courgain
- Plage
- Pont-du-Leu
- Saint-Pierre

## Infrastrutture e trasporti

### Ferrovie
La stazione ferroviaria principale della città è la Stazione di Calais-Ville.
Calais è servita anche dalla stazione periferica di Calais-Fréthun.

## Amministrazione

### Gemellaggi
- Duisburg, dal 1964
- Dover, dal 1973
- Riga, dal 1976
- Wismar, dal 1976
- Bardejov, dal 2002
- Brăila, dal 2002

## Sport
La locale squadra di calcio, il Calais, è una compagine semiprofessionistica. La squadra è balzata agli onori della cronaca nel 2000, perché venendo sconfitta 2-1 dal Nantes, è diventata la prima squadra di quarta serie a raggiungere la finale di coppa di Francia. Durante il cammino verso la finale, il Calais ha eliminato squadre professionistiche ben più quotate, come il Cannes (all'epoca in Ligue 2), lo Strasburgo o il Bordeaux campione di Francia in carica. La finale è ricordata anche perché il capitano del Nantes Mickaël Landreau, ha cavallerescamente alzato la coppa insieme al capitano degli sconfitti Becque.

## Galleria d'immagini

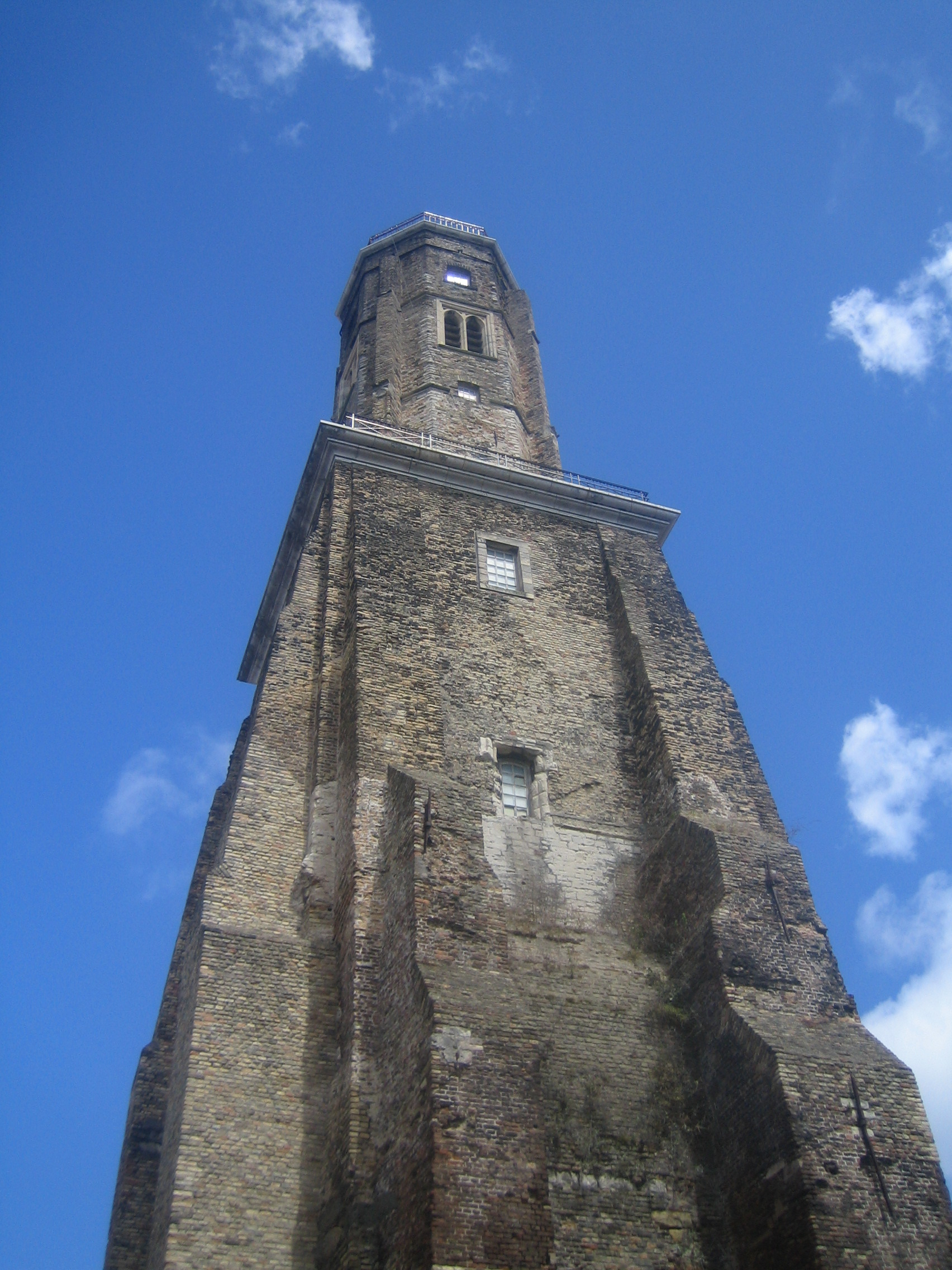
Tour de guet.
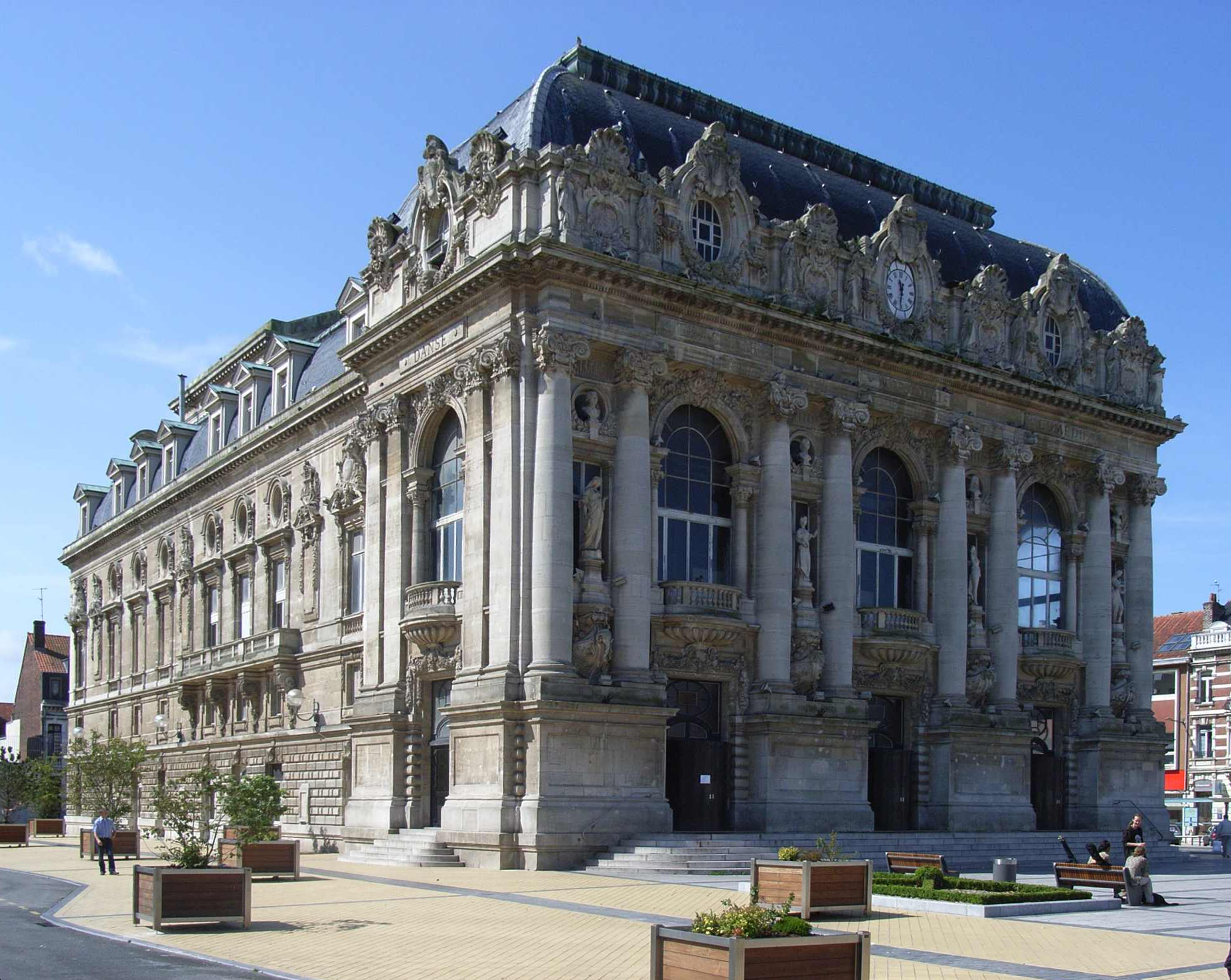
Teatro
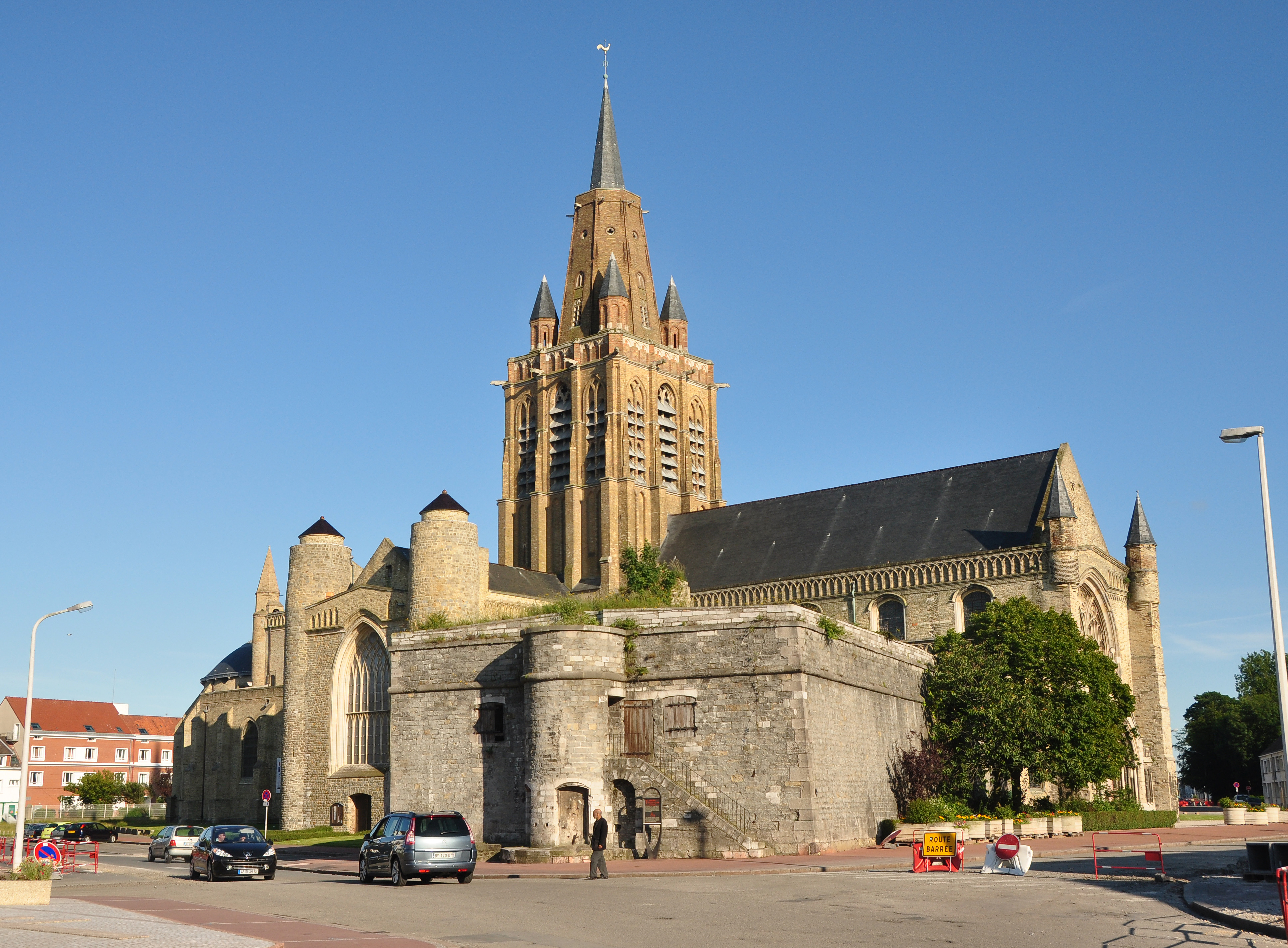
Notre Dame di Calais
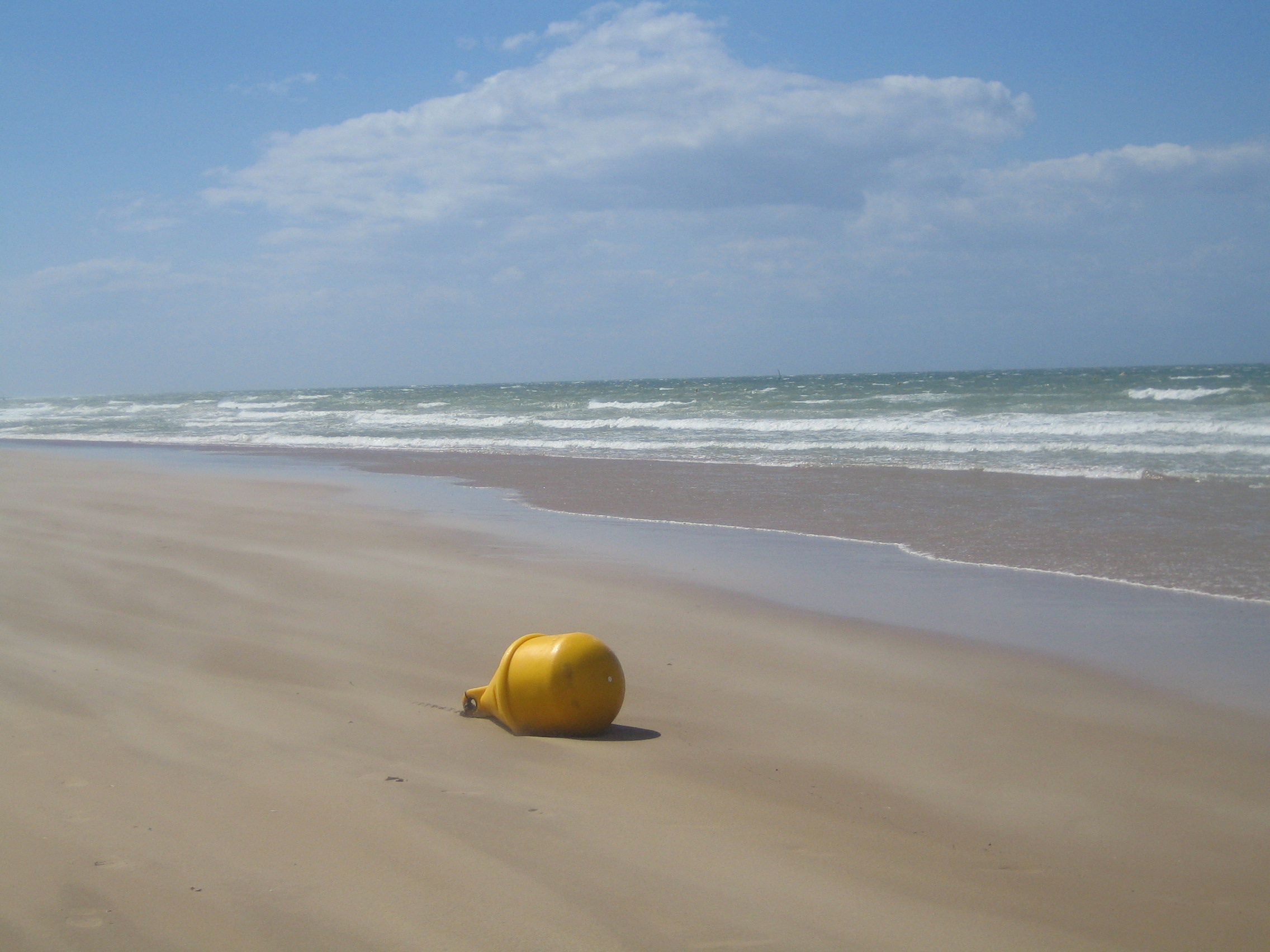
Spiaggia.
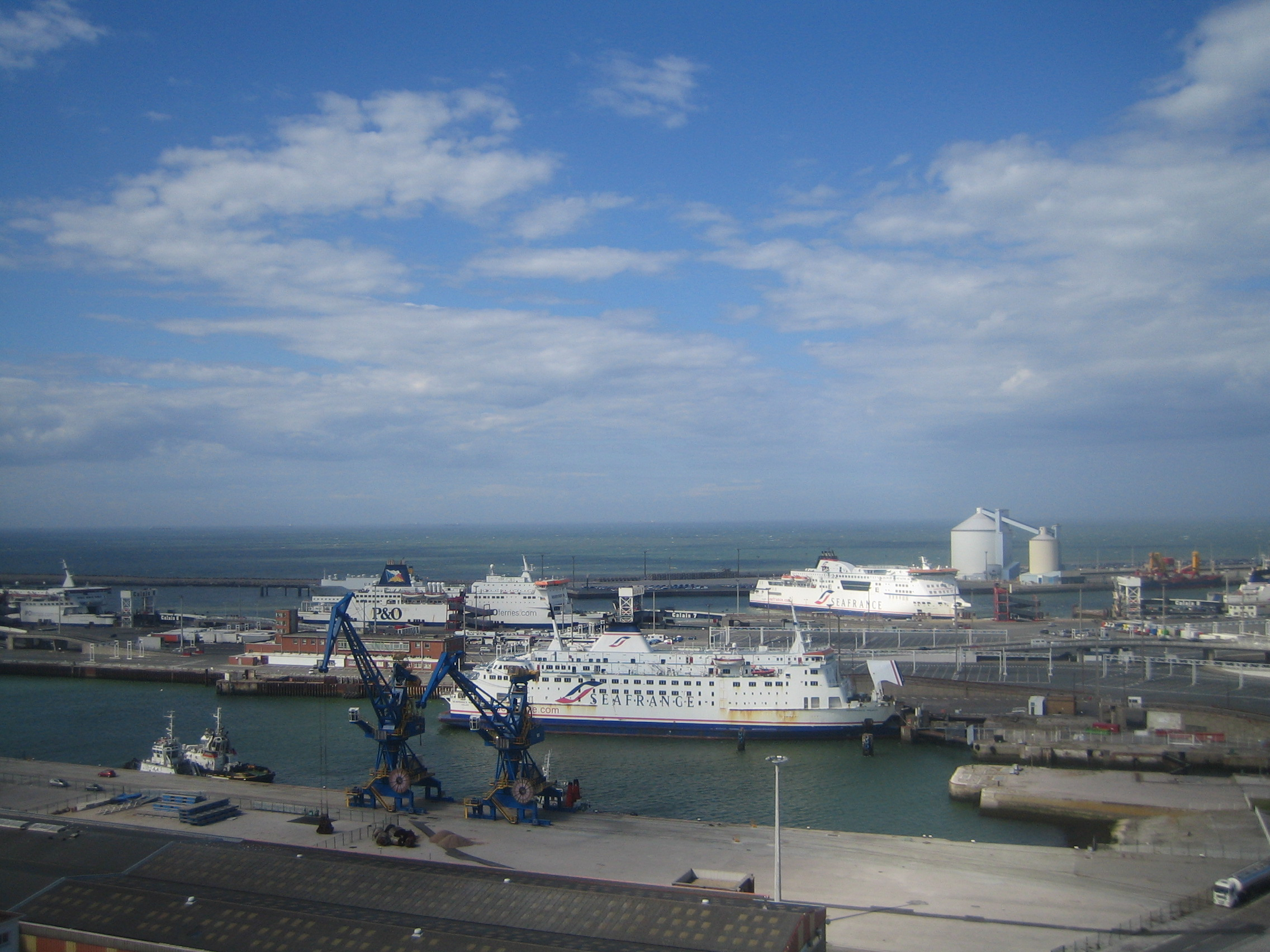
Traghetti per l'Inghilterra.
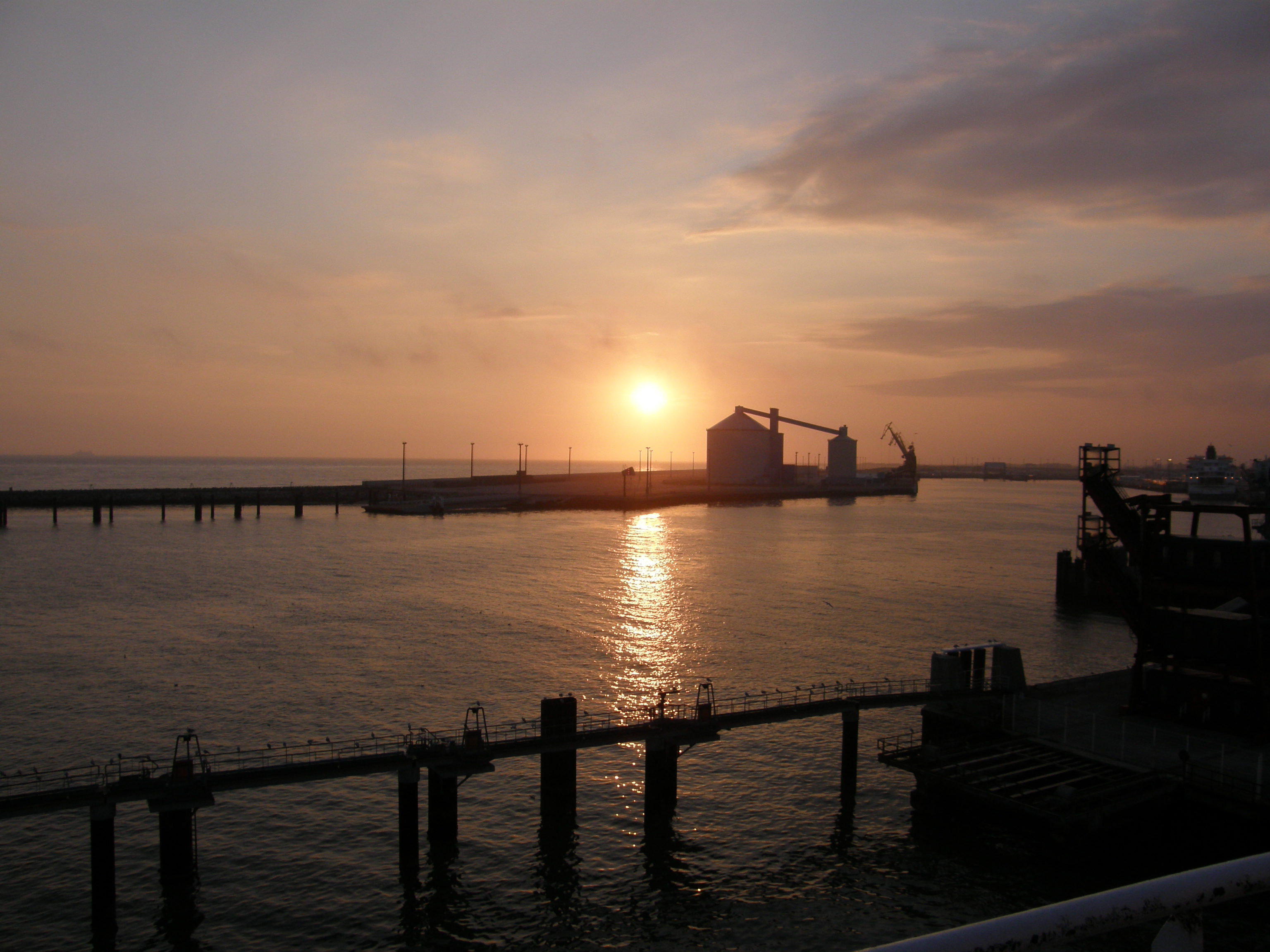
Il Porto